# USS Conestoga (AT-54)
Pour les autres navires du même nom, voir USS Conestoga.
L'USS Conestoga (SP-1128/AT-54) est un remorqueur américain disparu dans l'océan Pacifique en 1921 et dont l'épave a été retrouvée en 2016,.